# КрАЗ-221
КрАЗ-221 — серійний сідловий тягач з колісною формулою 6х4, що виготовлявся з 1959 по 1966 рік. 

## Історія моделі
КрАЗ-221 був розроблений в Ярославлі, на автозаводі, який став згодом моторобудівним підприємством. ЯАЗ-221 випускався там з 1958 року в складі сімейства тривісних вантажівок, в яке входили також бортова машина ЯАЗ-219, самоскид ЯАЗ-222 і позашляховик ЯАЗ-214 з колісною формулою 6х6. Нове сімейство, що отримало не лише більш сучасну зовнішність, але і покращені технічні характеристики, було подальшим розвитком відомого ЯАЗ-210: на 15 кінських сил виросла потужність двигуна, знизилася питома витрата палива, а рульове управління отримало пневмопідсилювач.
Спочатку ЯАЗ-221 виготовляли в Ярославлі з 1958 по 1959 рр. Наприкінці 1959 року їх випуск був згорнутий у зв'язку з перепрофілюванням заводу в моторний, а всю документацію і оснащення передали на КрАЗ.
З 1963 року незначно модернізований KpA3-221 випускався під індексом КрАЗ-221Б. В 1966 році на конвеєр замість нього був поставлений КрАЗ-258Б.

## Технічні характеристики
Автомобіль комплектувався рядним двохтактним 6-циліндровим дизельним двигуном ЯАЗ-М206І об'ємом 6,927 л, потужністю 180 к.с. при 2000 об/хв, крутним моментом 705 Нм при 1000 об/хв і 5-ти ступеневою механічною КПП, в якій пізніше з'явилися синхронізатори на кожну передачу переднього ходу.